# Mitsubishi Motors
Mitsubishi Motors Corporation (三菱自動車工業株式会社 Mitsubishi Jidōsha Kōgyō KK?) este un producător auto multinațional, cu sediul în Minato, Tokyo, Japonia. În 2011, Mitsubishi Motors a fost al șaselea cel mai mare producător auto japonez și al 16-lea în lume după nivelul producției. Compania este parte a Mitsubishi keiretsu, în trecut cel mai mare grup industrial din Japonia, format în 1970.